# 一百二十八分音符

貝多芬在悲愴奏鳴曲中使用一百二十八分音符

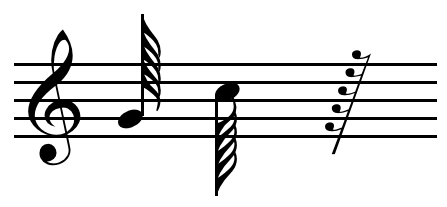
符桿向上和向下的一百二十八分音符以及一百二十八分休止符

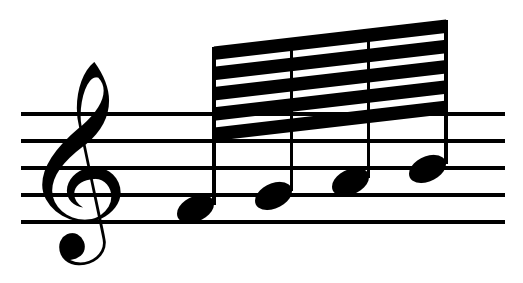
共用符尾的一百二十八分音符

在音樂記譜中，一百二十八分音符是一種音符時值。在五線譜記法中，一百二十八分音符表示為一個實心的橢圓符頭加上一個帶五條旗幟狀的符尾的符桿（如上圖的記號）。當一百二十八分音符與其它有符尾的音符連寫時，可以共用符尾（也是一般的情形），這時旗幟狀的符尾變為五根連接用的短線。當符頭位於五線譜第三線上方（包括第三線）時，符干朝下，否則符干朝上，符干改變方向時，符頭的左右方向也要作相應改變。符尾的上下方向也改變，但始終在符干右邊。一百二十八分音符的音長是全音符的一百二十八分之一，即4/4拍中的三十二分之一拍，3/8或6/8拍中的十六分之一拍。二分音符的音長是其六十四倍，四分音符的音長是其三十二倍，八分音符的音長是其十六倍，六十四分音符的音長是其二倍。